# Ⱬ
La Ⱬ (minúscula : ⱬ, puntos de código Unicode U+2C6B y U+2C6C, respectivamente) llamada Z con descendente es una letra latina Z con un descendente.

## Uso
Se utiliza en la romanización anterior a 1983 del idioma uigur , transliterando ژ [ ʒ ] , un alófono preconsonántico de ج /dʒ/ (ver Qona Yëziq ), pero que aparece de forma independiente en unas pocas palabras de origen ruso, persa u occidental ( como ⱬurnal from journal ). Corresponde al dígrafo zh en el estándar ULY actual .
Además, la Z con descendiente se usó en la ortografía latina de 1932 a 1936 para el idioma Komi . Representaba una sibilante alveolopalatal sonora [ʑ]. También se utiliza en el antiguo alfabeto latino para el idioma Dungano para representar la africada retrofleja sorda (tʂ) o la africada alveolo-palatina sorda (tɕ).